# Jean Ramey
Pour les articles homonymes, voir Ramey.
Jean Ramey (Liège, 1540 ? - 1603, Liège) est un peintre de la bourgeoisie liégeoise (Belgique) qui succéda à Lambert Lombard.
Il fut sans doute[réf. nécessaire] appelé à Paris, avant Rubens, pour décorer le Palais du Luxembourg de Marie de Médicis

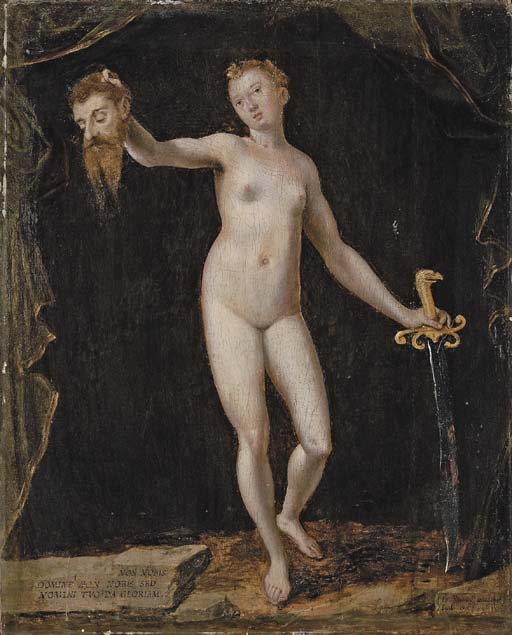
Judith avec la tête d'Holopherne, 47 × 37.8 cm, 1585